# Melodifestivalen 2012
La 52e édition du Melodifestivalen s'est déroulée du 4 février au 10 mars 2012. Elle désigna l'artiste représentant la Suède au Concours Eurovision de la chanson 2012.
Tout comme les éditions de 2009, 2010, 2011, huit personnes sont au maximum autorisées à monter sur scène, le chanteur doit chanter en direct alors que les choristes peuvent enregistrer leur performance à l'avance et seuls des artistes âgés de plus de 16 ans sont autorisés à participer.
Le concours fut très fortement médiatisé en Suède et la finale fut suivie par plus de 4 millions de téléspectateurs, soit un Suédois sur deux.
La chanteuse Loreen remporta le Melodifestivalen 2012 et représenta la Suède à l'Eurovision. Le 26 mai 2012, elle remporta le Concours Eurovision de la chanson 2012 avec 372 points.

## Format
L'édition 2012 du Melodifestivalen est similaire aux éditions précédentes avec quatre demi-finales, une épreuve de Seconde Chance (Andra Chansen) et une finale. Les quatre demi-finales ont lieu à Växjö (4 février), Göteborg (11 février), Leksand (18 février) et Malmö (25 février). L'épreuve de rattrapage ou Andra Chansen a eu lieu à Nyköping (3 mars). Quant à la finale, elle a eu lieu comme chaque année à Stockholm (10 mars).
Le concours est présenté par Gina Dirawi, Sarah Dawn Finer et Helena Bergström.

### Calendrier
| Emission        | Ville     | Lieu                          | Date       |
| --------------- | --------- | ----------------------------- | ---------- |
| 1re demi-finale | Växjö     | Vida Arena                    | 4 février  |
| 2e demi-finale  | Göteborg  | Scandinavium                  | 11 février |
| 3e demi-finale  | Leksand   | Tegera Arena                  | 18 février |
| 4e demi-finale  | Malmö     | Malmö Arena                   | 25 février |
| Seconde chance  | Nyköping  | Rosvalla Nyköping Eventcenter | 3 mars     |
| Finale          | Stockholm | Globen                        | 10 mars    |

### Changements
Le 20 juin 2011, la Sveriges Television (SVT), organisatrice du Melodifestivalen a annoncé quelques changements :
- Cette année, un seul Webbjokern participe au Melodifestivalen.
- 16 chansons sont choisies par le jury, 15 sont choisies par un panel de compositeurs, ce qui donne avec le Webbjokern un total de 32 chansons.
- Christer Björkman est promu directeur exécutif du Melodifestivalen 2012.

Pour la compétition du Webbjokern, les participants ont pu envoyer leurs chansons sur le site de la SVT du 1er au 20 septembre. Il y a cependant une séparation entre les compositeurs expérimentés et les jeunes compositeurs. Un total de 3 485 chansons ont été envoyées : 570 pour la compétition du "Web Wildcard" et 2 915 pour le concours annuel.

## Participants
32 chansons participent au Melodifestivalen 2012. Le format reste le même que celui employé depuis 2002. Les chansons sont réparties dans quatre demi-finales. Les deux artistes de chaque demi-finale ayant eu le plus de votes sont directement qualifiés pour la finale du concours, les artistes placés en 3e et 4e position sont qualifiés pour l'épreuve de rattrapage (Andra Chansen), tandis que les 5e, 6e, 7e et 8e sont éliminés de la compétition.
La télévision suédoise a présenté la liste des 32 chansons retenues le 9 novembre 2011. Les 21 novembre 2011  et 28 novembre 2011, elle a dévoilé le nom des artistes.

### Webbjokern
Tout comme en 2010 et en 2011, la SVT organise un concours qui se nomme "Webbjokern" (en suédois) ou "Joker du Web" (en français), afin de permettre à des artistes "amateurs" de concourir au Melodifestivalen. Cependant, cette année, seul un artiste remporte le concours Webbjokern et de ce fait peut participer au Melodifestivalen 2012, ce qui n'était pas le cas en 2011 où deux artistes pouvaient le gagner. Du 1er au 20 septembre 2011, les musiciens qui n'ont aucun contrat avec une maison de disque pouvaient envoyer leurs chansons sur le site officiel du concours Melodifestivalen. Le concours "Webbjokern" a eu lieu du 3 octobre au 7 novembre.
Contrairement aux éditions 2010 et 2011 du « Webbjokern », c'est désormais que la chanson (évidemment accompagné de l'artiste) qui concourra. Et la vidéo qui accompagne la chanson est abolie. Si la chanson gagnante du concours « Webbjokern » n'a pas d'artiste, la SVT peut avec la consultation de ou des auteur(s) de la chanson gagnante, choisir l'artiste ou le groupe qui interprétera cette chanson au Melodifestivalen.
Le 1er septembre 2011, la SVT a annoncé des changements majeurs au concours « Webbjokern » : le public ne pourra voter qu'une seule fois par demi-finale et il se déroulera sur le modèle du Melodifestivalen avec les 32 chansons réparties sur quatre demi-finales et une finale, avec la seule différence qu'il n'y a pas d'épreuve de rattrapage (Andra Chansen).
570 chansons ont été envoyés pour le « Webbjokern ». Et sur ces 570, la SVT n'en a retenu que 32 qui vont concourir dans les quatre demi-finales du concours. La première demi-finale du "Webbjokern" a eu lieu le 10 octobre 2011 de 12 h 00 à 13 h 00. Cependant, la SVT a dévoilé les chansons de la première demi-finale la semaine précédente sur son site. La chanson qui a récolté le plus de votes et la chanson que la SVT aura choisi seront qualifiés pour la finale du concours. Et cette règle s'applique dans chaque demi-finale. Les trois autres demi-finales sont eu lieu les 17, 24 et 31 octobre et la semaine précédant la demi-finale, la SVT dévoilera les chansons sur leur site. La finale s'est déroulé le 7 novembre et le public pouvait voter par SMS.
Le 7 octobre, la SVT a annoncé que quatre artistes et chansons ont été disqualifiés du "Webbjokern" à cause de violation des règles du concours. Ces quatre chansons ont été publiés dans d'autres sites que celui du Melodifestivalen avant le commencement du concours. Cependant, le 14 octobre, la télévision suédoise a disqualifié la chanson de Leslie Tay "No Games", qui elle-même a remplacé une chanson disqualifiée. Voici la liste des chansons disqualifiées et ceux qui les remplacent :
| Chansons disqualifiées Artistes et leurs chansons |                     |
| Trison                                            | "Set Me Free"       |
| My Niece                                          | "Mary Doesn't Care" |
| Albin Loán                                        | "Stars Might Shine" |
| Chris Mhina                                       | "No Games"          |
| My Niece                                          | "Fine"              |

| Chanson remplaçantes Artistes, leurs chansons et leur demi-finale |                    |   |
| Aucun remplacement                                                | Aucun remplacement | 1 |
| Fredrik Sjöstedt                                                  | "She Is Love"      | 3 |
| Chris Mhina                                                       | "No Games"         | 3 |
| San Francisco                                                     | "Jag kommer ut"    | 3 |
| Ricky & Ronny                                                     | "Kärleken ler"     | 4 |

#### Règles
- Seulement les artistes, les auteurs et les compositeurs non-établis peuvent participer au concours "Webbjokern".
- Les auteurs qui concourent dans le "Webbjokern" ne doivent pas avoir eu leurs anciennes chansons publiées auparavant (avant le 1er octobre 2011).
- Durant la compétition, les chansons des participants seront seulement disponible sur le site du Melodifestivalen. Les auteurs ne peuvent pas publier leur chansons dans d'autres sites au format vidéo.
- La SVT a le droit de refuser une chanson si celle-ci est de mauvaise qualité, si elle est offensante ou qu'elle viole les règles du concours.

#### Manches
Les votes durant chaque manche ont eu lieu de 12:00 à 13:00, avec l'annonce des résultats entre 13:30 et 14:00 (artiste ayant reçu le plus de votes et le choix de la SVT). Cependant, les choix de la SVT sont tenus secrets. Les autres chansons sont donc éliminés.
Les manches ont eu lieu à ces dates :
- Lundi 10 octobre 2011 - manche 1
- Lundi 17 octobre 2011 - manche 2
- Lundi 24 octobre 2011 - manche 3
- Lundi 31 octobre 2011 - manche 4

##### Manche 1
| # | Chanson             | Artiste         | Auteur(s)-Compositeur(s)           | Resultat    | Notes       |
| - | ------------------- | --------------- | ---------------------------------- | ----------- | ----------- |
| 1 | "Set Me Free"       | Trison          | Tony Andersson, Martin Johansson   | Disqualifié | Disqualifié |
| 2 | "Wish You Luck"     | Billie Dee      | Christian Lumbana                  | 5           | Éliminé     |
| 3 | "How About You?"    | Keylas          | Oscar Lindstein                    | 7           | Éliminé     |
| 4 | "Your Majesty"      | The Commoneers  | Mark Anthony Woznicki              | 6           | Éliminé     |
| 5 | "Catch Me"          | Maria Klemetrud | Ditte Lindbom, Maria Klemetrud     | 3           | Éliminé     |
| 6 | "I mina drömmar"    | Maria BenHajji  | Nanna Sveinsdóttir, Thomas Cars    | 1           | Finale      |
| 7 | "Seven Years"       | Flying Kite     | Moa Rönnåsen, Robin William-Olsson | 4           | Éliminé     |
| 8 | "All Day All Night" | Grand Slam      | Peter Andersson, Andy Swaniz       | 1           | Finale      |

##### Manche 2
| # | Chanson                         | Artiste               | Auteur(s)-Compositeur(s)           | Resultat | Notes   |
| - | ------------------------------- | --------------------- | ---------------------------------- | -------- | ------- |
| 1 | "For the Win"                   | Keylas                | Oscar Lindstein                    | 6        | Éliminé |
| 2 | "What If"                       | Nordic Shine          | Stefan Lebrot                      | 3        | Éliminé |
| 3 | "I'm Yours"                     | Elin Jakobsson        | Jozsef Nemeth                      | 5        | Éliminé |
| 4 | "Beautiful Love"                | David Nestander       | Erik Kohl                          | 1        | Finale  |
| 5 | "Kitchen Floor"                 | Kajsa Ingemansson     | Niclas Malmberg                    | 7        | Éliminé |
| 6 | "Se mig som jag är (om du ser)" | Sören Karlsson        | Sören Karlsson                     | 8        | Éliminé |
| 7 | "A Heartbeat Away"              | Voix de Demonstration | Jonas Lundström                    | 1        | Finale  |
| 8 | "Through the Fire"              | Greta                 | Margreta Sandkvist, Jim Wallenborg | 4        | Éliminé |

##### Manche 3
| # | Chanson                      | Artiste           | Auteur(s)-Compositeur(s)                  | Resultat | Notes                           |
| - | ---------------------------- | ----------------- | ----------------------------------------- | -------- | ------------------------------- |
| 1 | "Marilyn Monroe"             | Never Alone       | Christofer Erixon, Joakim Björnberg       | 1        | Finale                          |
| 2 | "She Is Love"                | Fredrik Sjöstedt  | Fredrik Sjöstedt                          | 4        | Chanson de remplacement Éliminé |
| 3 | "I Didn't Wanna Say Goodbye" | Elin Jakobsson    | Jozsef Nemeth                             | 6        | Éliminé                         |
| 4 | "Ingenting, ingen"           | Caroline Coquard  | Caroline Coquard                          | 1        | Finale                          |
| 5 | "Dance It All Away"          | Olle Andersson    | Olle Andersson, Stefan Arnberg            | 3        | Éliminé                         |
| 6 | "Songbird"                   | Vilda             | Oliver Lundström, Johan Åberg, Robin Öman | 7        | Éliminé                         |
| 7 | "On the Top of the Mountain" | Madeleine Ericson | Madeleine Ericson                         | 8        | Éliminé                         |
| 8 | "Jag kommer ut"              | San Francisco     | Stefan Krakowski                          | 5        | Chanson de remplacement Éliminé |

##### Manche 4
| # | Chanson                | Artiste            | Auteur(s)-Compositeur(s)         | Resultat | Notes                           |
| - | ---------------------- | ------------------ | -------------------------------- | -------- | ------------------------------- |
| 1 | "Need To Know"         | Bowties            | Erik Andergren, Erik Källner     | 1        | Finale                          |
| 2 | "Kärleken ler"         | Ricky & Ronny      | Ronny Andersson                  | 8        | Chanson de remplacement Éliminé |
| 3 | "Forever By Your Side" | Trison             | Tony Andersson, Martin Johansson | 1        | Finale                          |
| 4 | "Not Over You"         | Felicia Vårnäs     | Ditte Lindbom                    | 6        | Éliminé                         |
| 5 | "Letting Go"           | Jenifer            | Sofia Yxklinten                  | 5        | Éliminé                         |
| 6 | "Higher"               | Patrick Egemo      | Alexander Östman, Fredrik Langå  | 3        | Éliminé                         |
| 7 | "Box of Love"          | Vilda              | Anton Fahlgren                   | 7        | Éliminé                         |
| 8 | "Believe"              | Carolina Jakobsson | Carl Hansson, Emil Valtersson    | 4        | Éliminé                         |

### Finale
La finale du "Webbjokern" a eu lieu le 7 novembre 2011, retransmise sur la radio p. 4 Extra et fut présentée par Lotta Bromé.
Contrairement au demi-finales, les votes de la finale ont eu lieu entre 13:00 et 14:00.
| # | Chanson                | Artiste               | Auteur(s)-Compositeur(s)            | Résultat | Notes     |
| - | ---------------------- | --------------------- | ----------------------------------- | -------- | --------- |
| 1 | "I mina drömmar"       | Maria BenHajji        | Nanna Sveinsdóttir, Thomas Cars     | 1        | Vainqueur |
| 2 | "Beautiful Love"       | David Nestander       | Erik Kohl                           | 3        | Éliminé   |
| 3 | "Need To Know"         | Bowties               | Erik Andergren, Erik Källner        | 2        | Éliminé   |
| 4 | "Ingenting, ingen"     | Caroline Coquard      | Caroline Coquard                    | 7        | Éliminé   |
| 5 | "Forever By Your Side" | Trison                | Martin Johansson                    | 8        | Éliminé   |
| 6 | "All Day All Night"    | Grand Slam            | Peter Andersson, Andy Swaniz        | 5        | Éliminé   |
| 7 | "A Heartbeat Away"     | Voix de demonstration | Jonas Lundström                     | 6        | Éliminé   |
| 8 | "Marilyn Monroe"       | Never Alone           | Christofer Erixon, Joakim Björnberg | 4        | Éliminé   |

## Demi-finales
Cette année, les quatre demi-finale ont eu lieu à Växjö, Göteborg, Leksand et Malmö.

### Demi-finale 1

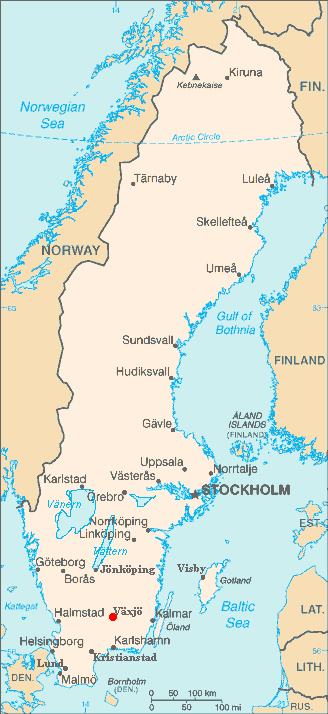
Localisation de Växjö

La première demi-finale a eu lieu le 4 février 2012 au Vida Arena de Växjö.
Cette demi-finale marque le retour de plusieurs artistes ayant déjà participé : The Moniker, Afro-dite, le groupe qui a remporté le Melodifestivalen 2002 et représenté la Suède à l'Eurovision la même année, Marie Serneholt, la présentatrice de l'édition 2011, et Loreen.
Le groupe de rock The Soundtrack of Our Lives interprète au cours de l'entracte la chanson Try Again.
| # | Artiste                                | Chanson                                                 | Auteur (a) / Compositeur (c)                                                                      | Votes    | Votes    | Total   | Place | Résultat      |
| # | Artiste                                | Chanson                                                 | Auteur (a) / Compositeur (c)                                                                      | Manche 1 | Manche 2 | Total   | Place | Résultat      |
| - | -------------------------------------- | ------------------------------------------------------- | ------------------------------------------------------------------------------------------------- | -------- | -------- | ------- | ----- | ------------- |
| 1 | Sean Banan                             | "Sean den förste Banan"                                 | Sean Simadi (Sean Banan) (c/a), Joakim Larsson (c/a), Hans Blomberg (c/a), Mårten Andersson (c/a) | 59 068   | 38 378   | 97 446  | 3e    | Andra Chansen |
| 2 | Abalone Dots                           | "På väg"                                                | Rebecka Hjukström (c/a), Sophia Hogman (c/a), Louise Holmer (c/a), Viktor Källgren (c/a)          | 13 156   | —        | 13 156  | 7e    | Éliminé       |
| 3 | The Moniker                            | "I Want To Be Chris Isaak (This Is Just the Beginning)" | Daniel Karlsson (The Moniker) (c/a)                                                               | 10 776   | —        | 10 776  | 8e    | Éliminé       |
| 4 | Afro-dite                              | "The Boy Can Dance"                                     | Figge Boström (c/a), Catrine Loqvist (c/a), Johan Lindman (c/a)                                   | 23 795   | 20 941   | 44 736  | 5e    | Éliminé       |
| 5 | Dead by April                          | "Mystery"                                               | Pontus Hjelm (c/a)                                                                                | 49 851   | 48 668   | 98 519  | 2e    | Finale        |
| 6 | Marie Serneholt                        | "Salt & Pepper"                                         | Lina Eriksson (c/a), Mårten Eriksson (c/a), Figge Boström (c/a)                                   | 18 092   | —        | 18 092  | 6e    | Éliminé       |
| 7 | Thorsten Flinck & Revolutionsorkestern | "Jag reser mig igen"                                    | Thomas G:son (c/a), Ted Ström (c/a)                                                               | 45 192   | 44 438   | 89 630  | 4e    | Andra Chansen |
| 8 | Loreen                                 | "Euphoria"                                              | Thomas G:son (c/a), Peter Boström (c/a)                                                           | 78 121   | 82 230   | 160 351 | 1er   | Finale        |

### Demi-finale 2

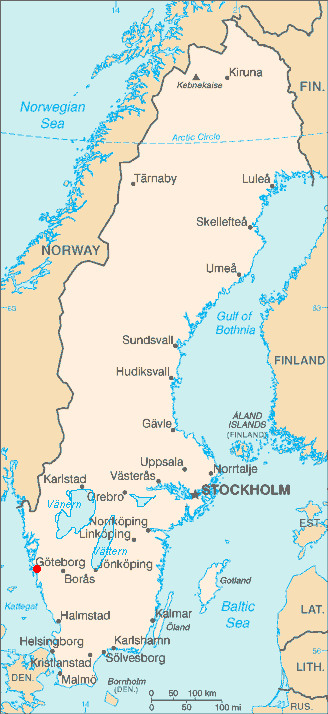
Localisation de Göteborg

La seconde demi-finale a eu lieu au Scandinavium de Göteborg le 11 février 2012.
Cette demi-finale est marquée par le retour de Sonja Aldén, Andreas Lundstedt et Timoteij.
| # | Artiste           | Chanson                | Auteur (a) / Compositeur (c)                                                                       | Votes    | Votes    | Total   | Place | Résultat      |
| # | Artiste           | Chanson                | Auteur (a) / Compositeur (c)                                                                       | Manche 1 | Manche 2 | Total   | Place | Résultat      |
| - | ----------------- | ---------------------- | -------------------------------------------------------------------------------------------------- | -------- | -------- | ------- | ----- | ------------- |
| 1 | Ulrik Munther     | "Soldiers"             | Ulrik Munther (c/a), Johan Åberg (c/a), Linnea Deb (c/a), Joy Deb (c/a), David Jackson (c/a)       | 60 994   | 52 623   | 113 617 | 2e    | Finale        |
| 2 | Top Cats          | "Baby Doll"            | Mårten Eriksson (c/a), Lina Eriksson (c/a), Susie Päivärinta (c/a)                                 | 47 129   | 41 380   | 88 509  | 3e    | Andra Chansen |
| 3 | Sonja Aldén       | "I din himmel"         | Sonja Aldén (c/a), Bobby Ljunggren (c/a), Peter Boström (c/a)                                      | 12 246   | —        | 12 246  | 6e    | Éliminée      |
| 4 | Andreas Lundstedt | "Aldrig aldrig"        | Niclas Lundin (c/a), Maria Marcus (c/a), Randy Goodrum (c/a)                                       | 10 080   | —        | 10 080  | 7e    | Éliminé       |
| 5 | Timoteij          | "Stormande hav"        | Kristian Lagerström (c/a), Johan Fjellström (c/a), Stina Engelbrecht (c/a), Jens Engelbrecht (c/a) | 49 752   | 37 249   | 87 001  | 4e    | Andra Chansen |
| 6 | David Lindgren    | "Shout It Out"         | Fernando Fuentes (c/a), Tony Nilsson (c/a)                                                         | 57 696   | 71 678   | 129 374 | 1er   | Finale        |
| 7 | Mimi Oh           | "Det går för långsamt" | Anton Malmberg Hård af Segerstad (c/a), Niclas Lundin (c/a)                                        | 9 342    | —        | 9 342   | 8e    | Éliminée      |
| 8 | Thomas Di Leva    | "Ge aldrig upp"        | Thomas Di Leva (c/a)                                                                               | 34 739   | 30 028   | 64 767  | 5e    | Éliminé       |

### Demi-finale 3
La troisième demi-finale a eu lieu le 18 février 2012 à Leksand au Tegera Arena.
Cette demi-finale est marquée par le retour de Love Generation, Andreas Johnson et Molly Sandén.
| # | Artiste                     | Chanson             | Auteur (a) / Compositeur (c) | Votes    | Votes    | Total  | Place | Résultat      |
| # | Artiste                     | Chanson             | Auteur (a) / Compositeur (c) | Manche 1 | Manche 2 | Total  | Place | Résultat      |
| - | --------------------------- | ------------------- | --- | -------- | -------- | ------ | ----- | ------------- |
| 1 | Youngblood                  | "Youngblood"        | Fredrik Kempe (c/a), David Krüger (c/a) | 26 674   | 23 285   | 49 959 | 4e    | Andra Chansen |
| 2 | Maria BenHajji              | "I mina drömmar"    | Nanna Sveinsdóttir (a), Thomas Cars (c) | 8 720    | —        | 8 720  | 8e    | Éliminée      |
| 3 | Mattias Andréasson          | "Förlåt mig"        | Mattias Andréasson (c/a) | 24 734   | 23 485   | 48 219 | 5e    | Éliminé       |
| 4 | Love Generation             | "Just A Little Bit" | Nadir Khayat (RedOne) (c/a), John Mamann (c/a), Jean-Claude Sindres (c/a), Teddy Sky (c/a), Yohanne Simon (c/a), Bilal "The Chef" Hajji (c/a) | 18 081   | —        | 18 081 | 6e    | Éliminée      |
| 5 | Carolina Wallin Pérez       | "Sanningen"         | Michael Clauss (c/a), Martin Bjelke (c/a), Carolina Wallin Pérez (c/a), F Dread (c/a)                                                         | 9 849    | —        | 9 849  | 7e    | Éliminée      |
| 6 | Andreas Johnson             | "Lovelight"         | Andreas Johnson (c/a), Peter Kvint (c/a) | 38 520   | 78 341   | 78 341 | 3e    | Andra Chansen |
| 7 | Molly Sandén                | "Why Am I Crying ?" | Molly Sandén (c/a), Aleena Gibson (c/a), Windy Wagner (c/a)                                                                                   | 46 310   | 48 834   | 85 144 | 1er   | Finale        |
| 8 | Björn Ranelid feat. Sara Li | "Mirakel"           | Fredrik Andersson (c), Björn Ranelid (a) | 38 964   | 41 205   | 80 169 | 2e    | Finale        |

### Demi-finale 4

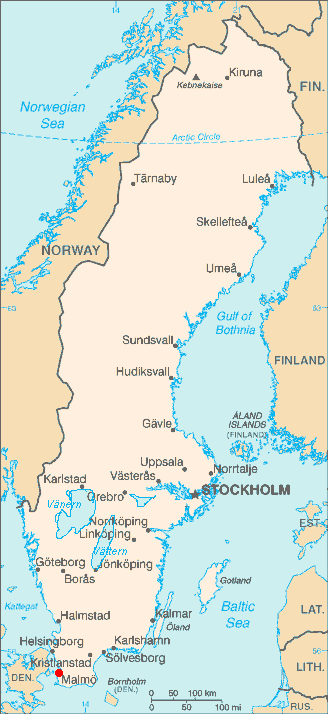
Localisation de Malmö

La quatrième demi-finale a eu lieu le 25 février à Malmö au Malmö Arena.
Cette demi-finale marque le retour de Charlotte Perrelli, gagnante de l'Eurovision 1999 et du Melodifestivalen 2008, Lotta Engberg, Christer Sjögren, Danny Saucedo et du groupe de rock Dynazty.
| # | Artiste                          | Chanson                 | Auteur (a) / Compositeur (c)                                                                 | Votes    | Votes    | Total   | Place | Résultat      |
| # | Artiste                          | Chanson                 | Auteur (a) / Compositeur (c)                                                                 | Manche 1 | Manche 2 | Total   | Place | Résultat      |
| - | -------------------------------- | ----------------------- | -------------------------------------------------------------------------------------------- | -------- | -------- | ------- | ----- | ------------- |
| 1 | Charlotte Perrelli               | "The Girl"              | Fredrik Kempe (a/c), Alexander Johnsson (a/cl)                                               | 42 226   | 38 680   | 80 906  | 5e    | Éliminée      |
| 2 | OPA                              | "Allting blir bra igen" | Michael Sideridis (a/c)                                                                      | 7 017    | —        | 7 017   | 8e    | Éliminée      |
| 3 | Dynazty                          | "Land Of Broken Dreams" | Thomas G:son (a/c), Thomas "Plec" Johansson (a/c)                                            | 45 227   | 41 170   | 86 397  | 4e    | Andra Chansen |
| 4 | Lotta Engberg & Christer Sjögren | "Don't Let Me Down"     | Lasse Holm, Lars "Dille" Diedricson (a/c)                                                    | 45 732   | 44 021   | 89 753  | 3e    | Andra Chansen |
| 5 | Hanna Lindblad                   | "Goosebumps"            | Hanna Lindblad (a/c), Linda Sundblad (a/c), Tony Nilsson (a/c)                               | 19 009   | —        | 19 009  | 7e    | Éliminée      |
| 6 | Axel Algmark                     | "Kyss mig"              | Axel Algmark (a/c), Mattias Frändå (a/c), Jonathan Magnussen (a/c)                           | 31 193   | —        | 31 193  | 6e    | Éliminée      |
| 7 | Lisa Miskovsky                   | "Why Start A Fire"      | Lisa Miskovsky (a/c), Aleksander With (a/c), Bernt Rune Stray (a/c), Berent Philip Moe (a/c) | 49 690   | 52 390   | 102 080 | 2e    | Finale        |
| 8 | Danny Saucedo                    | "Amazing"               | Danny Saucedo (a/c), Peter Boström (a/c), Figge Boström (a/c)                                | 121 954  | 101 273  | 223 227 | 1er   | Finale        |

### Seconde Chance
L'épreuve de Seconde Chance (Andra Chansen en suédois) a eu lieu le 3 mars 2011 au Rosvalla Nyköping Eventcenter de Nyköping. Les artistes ayant terminé 3e et 4e de chaque demi-finale ont une dernière chance d'accéder à la finale. Comme les années précédentes, le format des duels est utilisé. Cette année, la SVT a effectué un tirage au sort avant l'épreuve de l'Andra Chansen. Les chansons et artistes qui ont fini troisième de chaque demi-finale sont mis dans un chapeau et ceux qui ont fini quatrième sont mis dans un autre avant le tirage au sort. La règle est qu'une chanson ayant fini troisième ne peut pas rencontrer, durant la première manche, une chanson ayant terminé quatrième lors de la même demi-finale.

#### Qualifiés pour l'épreuve
| DF | Artiste                                | Chanson                 | Auteur (a) / Compositeur (c)                                                                       | Duel |
| -- | -------------------------------------- | ----------------------- | -------------------------------------------------------------------------------------------------- | ---- |
| 1  | Sean Banan                             | "Sean den förste Banan" | Sean Simadi (Sean Banan) (c/a), Joakim Larsson (a/c), Hans Blomberg (a/c), Mårten Andersson (a/c)  | 4    |
| 1  | Thorsten Flinck & Revolutionsorkestern | "Jag reser mig igen"    | Thomas G:son (c/a), Ted Ström (c/a)                                                                | 3    |
| 2  | Timoteij                               | "Stormande hav"         | Kristian Lagerström (c/a), Johan Fjellström (c/a), Stina Engelbrecht (c/a), Jens Engelbrecht (c/a) | 2    |
| 2  | Top Cats                               | "Baby Doll"             | Mårten Eriksson (c/a), Lina Eriksson (c/a), Susie Päivärinta (c/a)                                 | 1    |
| 3  | Youngblood                             | "Youngblood"            | Fredrik Kempe (c/a), David Krüger (c/a)                                                            | 4    |
| 3  | Andreas Johnson                        | "Lovelight"             | Andreas Johnson (c/a), Peter Kvint (c/a)                                                           | 2    |
| 4  | Dynazty                                | "Land Of Broken Dreams" | Thomas G:son (a/c), Thomas "Plec" Johansson (a/c)                                                  | 1    |
| 4  | Lotta Engberg & Christer Sjögren       | "Don´t Let Me Down"     | Lasse Holm, Lars "Dille" Diedricson (a/c)                                                          | 3    |

#### Duels
|  | Manche 1                                                      | Manche 1                                                      |                                                               |   | Manche 2 | Manche 2 |  |  | Qualifiés |  |
|  |                                                               |                                                               |                                                               |   |          |          |  |  |           |  |
|  |                                                               |                                                               |                                                               |   |          |          |  |  |           |  |
|  |                                                               |                                                               |                                                               |   |          |          |  |  |           |  |
|  | Dynazty - "Land Of Broken Dreams"                             | 0                                                             |                                                               |   |          |          |  |  |           |  |
|  | Dynazty - "Land Of Broken Dreams"                             | 0                                                             |                                                               |   |          |          |  |  |           |  |
|  | Top Cats - "Baby Doll"                                        | 1                                                             |                                                               |   |          |          |  |  |           |  |
|  | Top Cats - "Baby Doll"                                        | 1                                                             | Top Cats - "Baby Doll"                                        | 1 |          |          |  |  |           |  |
|  |                                                               |                                                               | Top Cats - "Baby Doll"                                        | 1 |          |          |  |  |           |  |
|  |                                                               | Timoteij - "Stormande Hav"                                    | 0                                                             |   |          |          |  |  |           |  |
|  | Andreas Johnson - "Lovelight"                                 | Timoteij - "Stormande Hav"                                    | 0                                                             | 0 |          |          |  |  |           |  |
|  | Andreas Johnson - "Lovelight"                                 |                                                               |                                                               | 0 |          |          |  |  |           |  |
|  | Timoteij - "Stormande hav"                                    | 1                                                             |                                                               |   |          |          |  |  |           |  |
|  | Timoteij - "Stormande hav"                                    | 1                                                             | Top Cats - "Baby Doll"                                        |   |          |          |  |  |           |  |
|  |                                                               |                                                               |                                                               |   |          |          |  |  |           |  |
|  |                                                               | Thorsten Flinck & Revolutionsorkestern - "Jag reser mig igen" |                                                               |   |          |          |  |  |           |  |
|  | Thorsten Flinck & Revolutionsorkestern - "Jag reser mig igen" | 1                                                             |                                                               |   |          |          |  |  |           |  |
|  | Thorsten Flinck & Revolutionsorkestern - "Jag reser mig igen" | 1                                                             |                                                               |   |          |          |  |  |           |  |
|  | Lotta Engberg & Christer Sjögren - "Don't Let Me Down"        | 0                                                             |                                                               |   |          |          |  |  |           |  |
|  | Lotta Engberg & Christer Sjögren - "Don't Let Me Down"        | 0                                                             | Thorsten Flinck & Revolutionsorkestern - "Jag reser mig igen" | 1 |          |          |  |  |           |  |
|  |                                                               |                                                               | Thorsten Flinck & Revolutionsorkestern - "Jag reser mig igen" | 1 |          |          |  |  |           |  |
|  |                                                               | Sean Banan - "Sean den förste Banan"                          | 0                                                             |   |          |          |  |  |           |  |
|  | Sean Banan - "Sean den förste Banan"                          | Sean Banan - "Sean den förste Banan"                          | 0                                                             | 1 |          |          |  |  |           |  |
|  | Sean Banan - "Sean den förste Banan"                          |                                                               |                                                               | 1 |          |          |  |  |           |  |
|  | Youngblood - "Youngblood"                                     | 0                                                             |                                                               |   |          |          |  |  |           |  |
|  | Youngblood - "Youngblood"                                     | 0                                                             |                                                               |   |          |          |  |  |           |  |

## Finale
La finale du Melodifestivalen 2012 a eu lieu le 10 mars 2012 au Globen de Stockholm. Elle réunit les huit artistes ayant terminé à la première ou la seconde place de chaque demi-finale et les deux gagnants de l'épreuve de rattrapage (Andra Chansen).
La finale débute par une reprise de la célèbre chanson New York New York en suédois et intitulée Baku Baku, en référence à Bakou, la ville hôte de l'eurovision 2012. La chanson est interprétée par Gina Dirawi, Sarah Dawn Finer et Helena Bergström.
Eric Saade, le vainqueur de l'édition 2011, interprète ensuite 2 chansons : Hearts in the air et Hotter than fire.
La chanteuse Helena Paparizou, gagnante du Concours Eurovision de la chanson 2005, interprète la chanson Popular en version cabaret au cours de l'entracte.
| #  | Artiste                                | Chanson              | Auteur (a) / Compositeur (c)                                                                 | Points | Place        |
| -- | -------------------------------------- | -------------------- | -------------------------------------------------------------------------------------------- | ------ | ------------ |
| 1  | David Lindgren                         | "Shout It Out"       | Fernando Fuentes (a/c), Tony Nilsson (a/c)                                                   | 88     | 3 (ex aequo) |
| 2  | Thorsten Flinck & Revolutionsorkestern | "Jag reser mig igen" | Thomas G:son (a/c), Ted Ström (a/c)                                                          | 43     | 8            |
| 3  | Dead by April                          | "Mystery"            | Pontus Hjelm (a/c)                                                                           | 52     | 7            |
| 4  | Lisa Miskovsky                         | "Why Start a Fire?"  | Lisa Miskovsky (a/c), Aleksander With (a/c), Bernt Rune Stray (a/c), Berent Philip Moe (a/c) | 39     | 9            |
| 5  | Top Cats                               | "Baby Doll"          | Mårten Eriksson (a/c), Lina Eriksson (a/c), Susie Päivärinta (a/c)                           | 68     | 6            |
| 6  | Loreen                                 | "Euphoria"           | Thomas G:son (a/c), Peter Boström (a/c)                                                      | 268    | 1            |
| 7  | Ulrik Munther                          | "Soldiers"           | Ulrik Munther (a/c), Johan Aberg (a/c), Linnea Deb (a/c), Joy Deb (a/c), David Jackson (a/c) | 88     | 3 (ex aequo) |
| 8  | Björn Ranelid feat. Sara Li            | "Mirakel"            | Fredrik Andersson (c), Björn Ranelid (a)                                                     | 25     | 10           |
| 9  | Molly Sandén                           | "Why Am I Crying?"   | Molly Sandén (a/c), Aleena Gibson (a/c), Windy Wagner (a/c)                                  | 77     | 5            |
| 10 | Danny Saucedo                          | "Amazing"            | Danny Saucedo (a/c), Peter Boström (a/c), Figge Boström (a/c)                                | 198    | 2            |

### Jury international
| Chanson              | Drapeau de la Belgique | Drapeau de la Bosnie-Herzégovine | Drapeau du Royaume-Uni | Drapeau de l'Estonie | Drapeau de la France | Drapeau de Chypre | Drapeau de l'Irlande | Drapeau de Malte | Drapeau de la Norvège | Drapeau de l'Allemagne | Drapeau de l'Ukraine | Total |
| -------------------- | ---------------------- | -------------------------------- | ---------------------- | -------------------- | -------------------- | ----------------- | -------------------- | ---------------- | --------------------- | ---------------------- | -------------------- | ----- |
| "Shout It Out"       | 10                     | 10                               | 8                      | 2                    | 2                    | 8                 | -                    | 12               | 10                    | 2                      | 1                    | 65    |
| "Jag reser mig igen" | -                      | 2                                | -                      | -                    | -                    | -                 | -                    | -                | 1                     | -                      | -                    | 3     |
| "Mystery"            | -                      | 8                                | -                      | 1                    | 6                    | 1                 | 4                    | -                | 4                     | 1                      | -                    | 25    |
| "Why Start a Fire?"  | 4                      | 4                                | 1                      | -                    | 1                    | -                 | 2                    | 1                | 6                     | -                      | 2                    | 21    |
| "Baby Doll"          | 1                      | -                                | 4                      | 8                    | -                    | 4                 | 6                    | 2                | -                     | 6                      | 4                    | 35    |
| "Euphoria"           | 6                      | 12                               | 6                      | 12                   | 10                   | 12                | 12                   | 10               | 12                    | 12                     | 10                   | 114   |
| "Soldiers"           | 2                      | -                                | 10                     | 6                    | 4                    | 6                 | 8                    | 8                | -                     | 10                     | 8                    | 62    |
| "Mirakel"            | -                      | 1                                | -                      | -                    | -                    | -                 | -                    | -                | -                     | -                      | -                    | 1     |
| "Why Am I Crying?"   | 8                      | 6                                | 2                      | 4                    | 8                    | 10                | 1                    | 4                | 2                     | 4                      | 6                    | 55    |
| "Amazing"            | 12                     | -                                | 12                     | 10                   | 12                   | 2                 | 10                   | 6                | 8                     | 8                      | 12                   | 92    |

### Télévote
| Chanson              | Jury | Nbre de votes (%) | Points | Total |
| -------------------- | ---- | ----------------- | ------ | ----- |
| "Shout It Out"       | 65   | 102,308 (5,0 %)   | 23     | 88    |
| "Jag reser mig igen" | 3    | 172,715 (8,4 %)   | 40     | 43    |
| "Mystery"            | 25   | 119,473 (5,8 %)   | 27     | 52    |
| "Why Start a Fire?"  | 21   | 77,559 (3,8 %)    | 18     | 39    |
| "Baby Doll"          | 35   | 142,688 (7,0 %)   | 33     | 68    |
| "Euphoria"           | 114  | 670,551 (32,7 %)  | 154    | 268   |
| "Soldiers"           | 62   | 112,025 (5,4 %)   | 26     | 88    |
| "Mirakel"            | 1    | 103,200 (5,0 %)   | 24     | 25    |
| "Why Am I Crying?"   | 55   | 94,525 (4,6 %)    | 22     | 77    |
| "Amazing"            | 92   | 458,388 (22,3 %)  | 106    | 198   |

## Tredje Chansen(Troisième Chance)
Cette année, la Sveriges Television (SVT) a créé le Tredje Chansen, un concours qui n'a aucune incidence sur le Melodifestivalen 2012. Ce concours regroupe 32 chansons qui ont déjà participé au concours Melodifestivalen entre 2002 et 2011 et qui ont fini 3e, 4e, 5e, 6e, 7e et 8e en demi-finale ces années peuvent y participer. Tout comme au Melodifestivalen, il y a quatre demi-finales, une épreuve de rattrapage et une finale. Les internautes peuvent voter lors de chaque demi-finale sur le site officiel du Melodifestivalen (celui de la SVT).

### Demi-finale 1
| # | Artiste                 | Chanson                        | Année | Votes | Votes       | Place | Résultat      |
| # | Artiste                 | Chanson                        | Année | Votes | Pourcentage | Place | Résultat      |
| - | ----------------------- | ------------------------------ | ----- | ----- | ----------- | ----- | ------------- |
| 1 | The Attic feat. Therese | "The Arrival"                  | 2007  | 1 001 | 7 %         | 7e    | Éliminé       |
| 2 | Patrik Isaksson         | "Faller du så faller jag"      | 2006  | 1 463 | 10 %        | 5e    | Éliminé       |
| 3 | Poets                   | "What Difference Does It Make" | 2002  | 2 087 | 14 %        | 3e    | Sista Chansen |
| 4 | Pay TV                  | "Trendy Discoteque"            | 2004  | 1 247 | 9 %         | 7e    | Éliminé       |
| 5 | Pain of Salvation       | "Road Salt"                    | 2010  | 3 492 | 24 %        | 1er   | Finale        |
| 6 | Dilba                   | "Try Again"                    | 2011  | 1 904 | 13 %        | 4e    | Sista Chansen |
| 7 | Eskobar                 | "Hallelujah New World"         | 2008  | 389   | 3 %         | 8e    | Éliminé       |
| 8 | Velvet                  | "The Queen"                    | 2009  | 2 965 | 20 %        | 2e    | Finale        |

- Total de votes : 14 548 votes

### Demi-finale 2
| # | Artiste                 | Chanson                 | Année | Votes | Votes       | Place | Résultat      |
| # | Artiste                 | Chanson                 | Année | Votes | Pourcentage | Place | Résultat      |
| - | ----------------------- | ----------------------- | ----- | ----- | ----------- | ----- | ------------- |
| 1 | Verona                  | "La Musica"             | 2007  | 1 336 | 7,71 %      | 6     | Éliminé       |
| 2 | Uno Svenningsson & Irma | "God Morgon"            | 2007  | 994   | 5,74 %      | 8     | Éliminé       |
| 3 | Anniela                 | "Elektrisk"             | 2011  | 1 672 | 9,65 %      | 4     | Sista chansen |
| 4 | Magnus Carlsson         | "Live Forever"          | 2007  | 4 030 | 23,26 %     | 1     | Finale        |
| 5 | BWO                     | "Gone"                  | 2005  | 1 162 | 6,71 %      | 7     | Éliminé       |
| 6 | Andrés Esteche          | "Just Like A Boomerang" | 2003  | 1 395 | 8,05 %      | 5     | Éliminé       |
| 7 | Pauline                 | "Sucker For Love"       | 2010  | 3 355 | 19,36 %     | 3     | Sista chansen |
| 8 | Ola                     | "Love in Stereo"        | 2008  | 3 385 | 19,53 %     | 2     | Finale        |

### Demi-finale 3
| # | Artiste                              | Chanson                           | Année | Votes | Votes       | Place | Résultat      |
| # | Artiste                              | Chanson                           | Année | Votes | Pourcentage | Place | Résultat      |
| - | ------------------------------------ | --------------------------------- | ----- | ----- | ----------- | ----- | ------------- |
| 1 | Bosson                               | "Efharisto"                       | 2004  | 3 681 | 18,88 %     | 2     | Finale        |
| 2 | Anna Sahlene & Maria Haukaas Storeng | “Killing Me Tenderly”             | 2009  | 914   | 4,69 %      | 6     | Éliminé       |
| 3 | Roger Pontare                        | "Silverland"                      | 2006  | 1 888 | 9,68 %      | 5     | Éliminé       |
| 4 | Lasse Lindh                          | “Du behöver aldrig mer vara rädd” | 2008  | 776   | 3,93 %      | 7     | Éliminé       |
| 5 | Christian Walz                       | "Like Suicide"                    | 2011  | 2 219 | 11,38 %     | 4     | Sista chansen |
| 6 | Kalle Moraeus & Orsa Spelmän         | "Underbart"                       | 2010  | 2 511 | 12,88 %     | 3     | Sista Chansen |
| 7 | Maarja-Liis Ilus                     | "He Is Always On My Mind"         | 2003  | 235   | 1,21 %      | 8     | Éliminé       |
| 8 | Loreen                               | "My Heart Is Refusing Me"         | 2011  | 7 281 | 37,35 %     | 1     | Finale        |

### Demi-finale 4
| # | Artiste             | Chanson                      | Année | Votes | Votes       | Place | Résultat      |
| # | Artiste             | Chanson                      | Année | Votes | Pourcentage | Place | Résultat      |
| - | ------------------- | ---------------------------- | ----- | ----- | ----------- | ----- | ------------- |
| 1 | Love Generation     | "Dance Alone"                | 2011  | 4 239 | 31,03 %     | 1     | Finale        |
| 2 | Lili and Susie      | "Show Me Heaven"             | 2009  | 2 447 | 17,91 %     | 2     | Finale        |
| 3 | Melody Club         | "The Hunter"                 | 2011  | 2 019 | 14,78 %     | 3     | Sista chansen |
| 4 | Johnson & Häggkvist | "One Love"                   | 2008  | 1 975 | 14,46 %     | 4     | Sista chansen |
| 5 | Magnus Uggla        | "För kung och fosterland"    | 2007  | 1 805 | 13,21 %     | 5     | Éliminé       |
| 6 | Autolove            | "Bulletproof Heart"          | 2004  | 487   | 3,57 %      | 6     | Éliminé       |
| 7 | Josefine Nilsson    | "Med hjärtats egna ord"      | 2005  | 360   | 2,64 %      | 7     | Éliminé       |
| 8 | Anna Maria Espinosa | Innan alla ljusen brunnit ut | 2010  | 328   | 2,40 %      | 8     | Éliminé       |

### Sista Chansen
Tout comme l'épreuve de l'Andra Chansen au Melodifestivalen, les 3e et 4e de chaque demi-finale peuvent participer à cette épreuve afin d'accéder à la finale du concours.
| # | Artiste                      | Chanson                        | Année | Votes | Votes         | Place | Resultat |
| # | Artiste                      | Chanson                        | Année | Votes | Pourcentages. | Place | Resultat |
| - | ---------------------------- | ------------------------------ | ----- | ----- | ------------- | ----- | -------- |
| 1 | Dilba                        | "Try Again"                    | 2011  | 834   | 9,77%         | 6     | Éliminé  |
| 2 | Poets                        | “What Difference Does It Make” | 2002  | 496   | 5,81 %        | 8     | Éliminé  |
| 3 | Anniela                      | "Elektrisk"                    | 2011  | 725   | 8,49 %        | 7     | Éliminé  |
| 4 | Pauline                      | “Sucker For Love”              | 2010  | 1 530 | 17,92 %       | 2     | Finale   |
| 5 | Christian Walz               | "Like Suicide"                 | 2011  | 1 205 | 14,11 %       | 4     | Éliminé  |
| 6 | Kalle Moraeus & Orsa Spelmän | "Underbart"                    | 2010  | 1 335 | 15,64 %       | 3     | Éliminé  |
| 7 | Andreas Johnson & Häggkvist  | "One Love"                     | 2008  | 868   | 10,17 %       | 5     | Éliminé  |
| 8 | Melody Club                  | "The Hunter"                   | 2011  | 1 545 | 18,1 %        | 1     | Finale   |

### Finale
Lors de la finale, les deux premiers de chaque demi-finale et les deux gagnants de l'épreuve du Sista Chansen seront éligibles à la victoire du Tredje Chansen (Troisième Chance).
| #  | Artiste           | Chanson                   | Année | Votes | Votes    | Place | Resultat  |
| #  | Artiste           | Chanson                   | Année | Votes | Percent. | Place | Resultat  |
| -- | ----------------- | ------------------------- | ----- | ----- | -------- | ----- | --------- |
| 1  | Pain of Salvation | "Road Salt"               | 2010  | 7 959 | 29,22 %  | 2     | -         |
| 2  | Velvet            | "The Queen"               | 2009  | 985   | 3,62 %   | 8     | -         |
| 3  | Magnus Carlsson   | "Live Forever"            | 2007  | 2 121 | 7,79 %   | 3     | -         |
| 4  | Ola               | "Love in Stereo"          | 2008  | 773   | 2,84 %   | 10    | -         |
| 5  | Loreen            | "My Heart Is Refusing Me" | 2011  | 9 416 | 34,57 %  | 1     | Vainqueur |
| 6  | Bosson            | "Efharisto"               | 2004  | 1 730 | 6,35 %   | 4     | -         |
| 7  | Love Generation   | "Dance Alone"             | 2011  | 1 278 | 4,69 %   | 5     | -         |
| 8  | Lili and Susie    | "Show Me Heaven"          | 2009  | 778   | 2,86 %   | 9     | -         |
| 9  | Pauline           | "Sucker for Love"         | 2010  | 1 109 | 4,07 %   | 6     | -         |
| 10 | Melody Club       | "The Hunter"              | 2011  | 1092  | 4,01 %   | 7     | -         |